# Зоран Гопчевић
Зоран Гопчевић (Котор, 29. јануар 1955 — Суботица, 30. септембар 2000) био је југословенски ватерполиста.

## Спортска биографија
Рођен је 29. јануара 1955. године у Котору. Ватерполо је почео да тренира са дванаест година, поникао је играјући за Борац из Ораховца. Након пет година прелази у Приморац из Котора за који је играо до краја каријере. Гопчевић је са Приморцем узео дуплу круну у СФР Југославији у сезони 1985/86, стизао до полуфинала Купа шампиона и финала Купа победника купова. Био је познат по надимку Џими.
За омладинску репрезентацију одиграо је 41 утакмицу, док је за сениорску уписао преко 200 наступа. Са репрезентацијом Југославије освојио је 1977. године сребро на Европском првенству у Јенчепингу и бронзу на Светском првенству у Берлину годину касније. Има злато на Медитеранским играма у Сплиту 1979. године. Освојио је сребро на Олимпијским играма у Москви 1980. године, где је проглашен за најбољег играча турнира.
Тренерску каријеру је започео 1988. у Приморцу. Од 1993. преузео је Будванску ривијеру, коју је годину дана касније одвео до титуле првака СР Југославије. На тренерску клупу Ниша је сео 1998, да би се потом поново вратио у Приморац. Последњи клуб који је водио био је суботички Спартак.
Преминуо је изненада 30. септембра 2000. године, на тренингу суботичког Спартака, за време загревања екипе. У знак сећања на Зорана Гопчевића, одржава се меморијални ватерполо турнир.

## Успеси
Играч
Југославија
- медаље
- сребро : Олимпијске игре Москва 1980.
- бронза : Светско првенство Берлин 1978.
- сребро : Европско првенство Јенчепинг 1977.
- злато : Медитеранске игре Сплит 1979.

Приморац Котор
- Прва лига Југославије : 1985/86.
- Куп Југославије : 1985/86.

Тренер
Будванска ривијера
- Прва лига СР Југославије : 1993/94.